# Willem Ormea

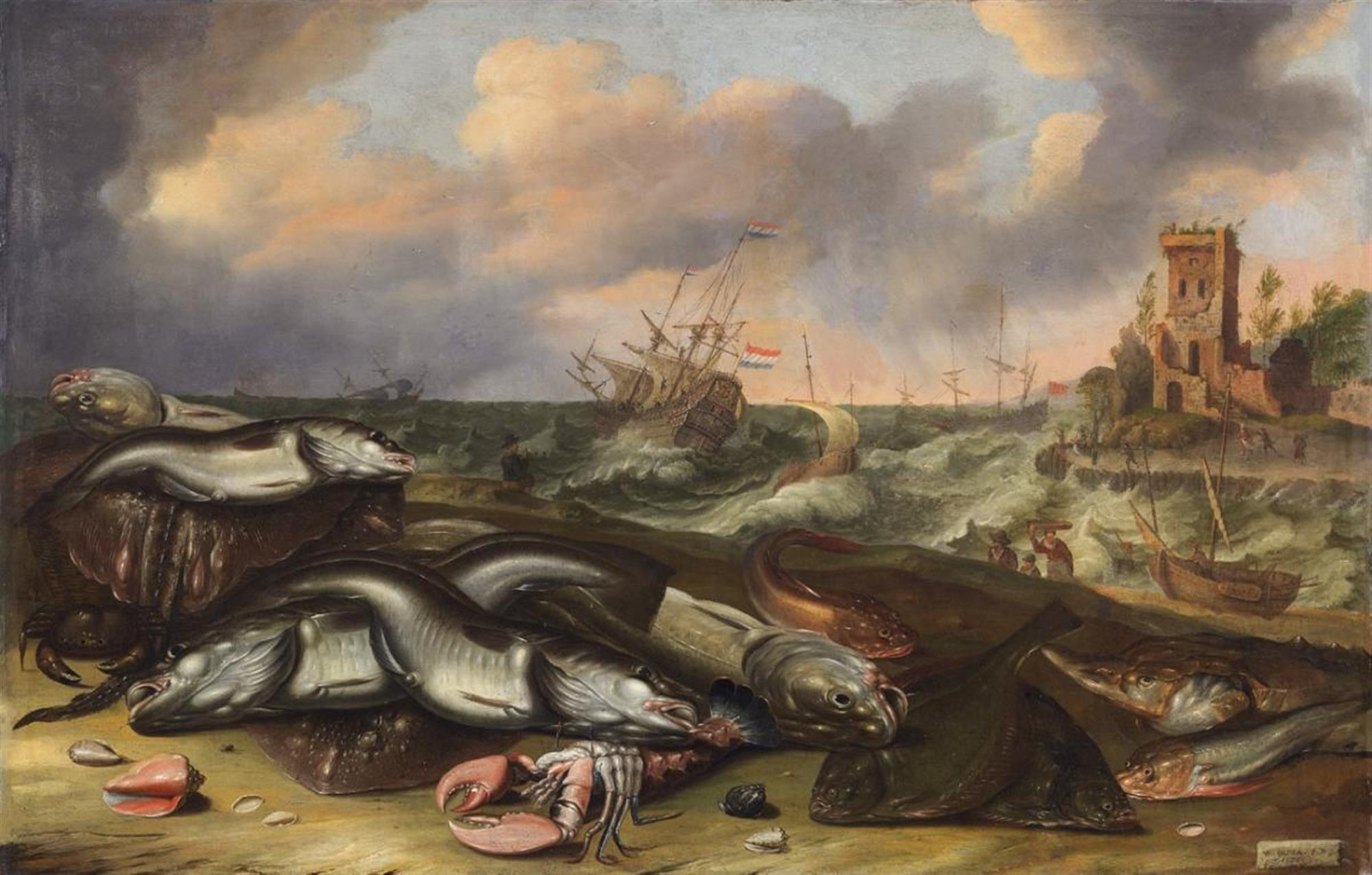
Natura morta con pesci e mare in tempesta (1636)

Willem Ormea (Utrecht, 1611 (tra il 1591 ed il 1611) – Utrecht, 4 luglio 1673  (sepolto)) è stato un pittore olandese del secolo d'oro, specializzato nella realizzazione di nature morte con pesci.

## Biografia
Figlio di Marcus Ormea e di Johanna van Glabbeeck, apprese l'arte della pittura dal padre.
Fu attivo nella sua città natale tra il 1634 ed il 1673, ma esistono opere datate per il periodo 1634-1658, in particolare nel 1638 donò all'ospedale di St.Hiob un dipinto rappresentante diversi tipi di pesce. Risultava iscritto alla Corporazione di San Luca ancora nel 1665.
Sposò Johanna van Veen.
Si dedicò principalmente alla rappresentazione di animali, marine e nature morte con pesci, anche in ambientazione portuale. Assieme al padre, può essere considerato l'ideatore della natura morta con pesci a Utrecht, contribuendo a creare in questa città un nutrito gruppo di specialisti in questo settore.
Collaborò con Adam Willaerts. Subì la sua influenza JB Wijtvelt.
Fu suo allievo Jacob Gillig.

## Opere
- Natura morta con pesci e mare in tempesta, olio su tela, 66,5 × 103,5 cm, 1636, in collaborazione con Abraham Willaerts
- Natura morta con vari pesci tra cui una sogliola in un cesto, olio su tela, 68,6 × 101,6 cm, firmato e datato in basso al centro W. ORMEA. A. 1646, 1646[6]
- Natura morta con pesci su una spiaggia, olio su tela, 68 × 98 cm[7]